# Lopidea puella
Lopidea puella är en insektsart som beskrevs av Van Duzee 1921. Lopidea puella ingår i släktet Lopidea och familjen ängsskinnbaggar. Inga underarter finns listade i Catalogue of Life.